# Одяг запорозьких козаків
Основний о́дяг запорі́зьких козакі́в — сорочки, шаровари, шапки та жупани.
Похідним одягом козаків були дві пари штанів, сорочка, кафтан з грубого сукна, шапка та свита з кобеняком.
У мирний час запорожці одягались доволі багато. Сорочка з шовковими застібками, штани, чоботи. Поверх сорочки одягали кафтан, який міг бути шовковим, парчевим або суконним. Кафтан підперезували шовковим пасом — широким шовковим поясом, перетканим на кожну четвертину золотими або срібними нитками. Поверх кафтана  накидали свиту, завжди суконну з розрізаними рукавами, які, як правило, защіпались один на другий і закладались ззаду під кобеняк, який вдягали під час дощу або негоди. На голові запорожці носили брилі або гострокінечну хутряну шапку, або кобур — суконну червону шапку з бобровою опушкою. На кафтан через праве плече вішався на перев'язі самопал. А за поясом, на ланцюжках два пістолети і ніж замість кинджала. Шаблю в мирний час носили рідко, хіба тільки на раду. Тоді ж надівали поверх кафтана — сталеву сітку (сітку-кольчугу). Голову, зазвичай, голили, залишаючи пасмо волосся в вигляді коси. Важкою образою було взяти запорожця за чуприну — вона була для нього священною.

## Історія
На думку Дмитра Яворницького одяг запорізьких козаків спочатку був дуже простим. На початку свого історичного існування запорізькі козаки не могли навіть думати про те, щоб займатися своєю зовнішністю й виряджатися в дорогі «шати». У пізній період запорізької історії, коли у козаків уже з'явилися певні звичаї й певний костюм, багато хто з них часто одягався дуже просто.

## Опис іноземцями козацького одягу
Іноземці, які відвідували Січ, зазначали, що козаки «люблять гарно вдягатися». Австрійський посол Еріх Лясота, відвідавши Січ 1594 року, записав у своєму щоденнику, що елементом традиційного одягу запоріжців були кобеняки, тобто широкі плащі на зразок мантій, які вони носили поверх іншого одягу.
У XVII столітті деякі дані про одяг запоріжців зустрічаються у звітах французького інженера Боплана. Там ідеться про сорочки, шаровари, шапки та жупани.
На малюнку того ж Боплана можна побачити козацький жупан, довжиною нижче за коліна, без коміра, застебнутий густо ґудзиками, підперезаний поясом, до якого з лівого боку було причеплено шаблю. Шапка обшита хутром. У представників старшини хутряна «околиця» шапки попереду частково розрізана. Шапку прикрашало перо. Киреї у старшин широкі, підбиті хутром, деколи з багатим коміром.

### Міхал Гліщинський, Аполлон Олександрович Скалковський

#### Народна пісня
Так описує одяг козака народна пісня.
Омелько козак хороший,
Вздумав їхати на Запорожже.
Він уже піднявся,
В синій жупан убрався;
Коня купив такого,
Як в отамана самого не було,
Сідло черкеське з пітником,
Уздечка новісенька з байраком: Ратище з білого жаліза,
Пару пістолетів із спизу,
Шабля востра у похви,
Весь маяток у сакви;
Сів на коня похилився,
Родиноньці поклонився і поїхав

#### Одяг запорозьких козаків
Одяг у всіх був однакового кольору.
Козаки запорозькі носили:
- Шаровари з саєти (тонке англійське сукно блакитного кольору)
- Сорочки з льону або коноплі.
- По сорочці носили каптани.
- На каптани одягалися коротші черкески (верхній одяг) з «вильотами» (розрізаними рукавами, які закладалися за спиною і защіпалися гапликами). Черкески на манжетах, біля розрізів на рукавах і внизу на подолку обшивались золотим позументом.
- Шовкові пояси (шальові) гаптовані золотом або сріблом з золотим френзлем (торочками).
- Кабардинки — шапки з хутра видри (виднихи), обшиті по колу та зверху навхрест золотим позументом. Шлик до XVIII ст. якщо був, то недовгий, з того ж матеріалу, що й весь верх шапки.
- Сап'янці — чоботи, пошиті з найкращого червоного сап'янцю.

В негоду та в походи зверху одягали шерстяні косматі бурки.
Таким був військовий та повсякденний одяг. Парадний одяг одягали тоді, коли запорожці йшли до церкви або робили візити або на великі свята. Тоді замість черкески одягали жупани «польського крою», в залежності від статків, часом були дуже дорогі і різнобарвні.
За описом Коржа, який сам був запорожцем (вигляд запорожця прибл. 1550—1750). Голови та бороди всі запорожці голили, для того, щоб відрізнятися від Донських, залишали тільки чуб. Якщо чуб був дуже великий, що закривав лице, його заплітали в косу і закладали за вухо (такий чуб називався «оселедець»).
- Всі носили вуса, які підфарбовували та підкручували вгору. Вважалося чим довші вуса, тим краще.

### Інвентар двох козаків
Аполон Скальковській подає інвентар двох забитих ногайцями в 1775 році козаків:
- два «кірова» (широкий кафтан гранатового кольору);
- дві бурки кримські;
- пара китайових курток;
- дві юпки, одна китайова (атласна), інша вкрита жовтою тканиною;
- двоє шароварів козацьких, в яких було «по 5 локтів» гранатового сукна;
- дві кримські шапки;
- дві пари чобіт саф'янців і дві пари чорних;
- дві шаблі: одна мала срібну, а інша латуну оправу;
- пара списів;
- дві пари пістолетів;
- четверо коней.

Козаки мали своїх шевців та кравців, які шили одяг за замовленими з інших країн чи з України тканинами.

### Антоній Марцинківський
Так описує одяг козака 16 ст. Антоній Марцинківський

#### Повний стрій козака
1. Чорна каракулева шапка, зі звішеною виложкою, з сукна такого самого кольору як і жупан.
2. Короткий жупан защіпався на гаплики, був з вузьким комірцем, з якого виглядав вузький комірець сорочки з блискучою запонкою. По обидві сторони жупана було по шість газирів для пістолета чи яничарки.
3. Зверху на жупан одягали черкеський кунтуш з газирями та з вильотами (розрізами та відкидними рукавами), який не защіпався.
4. Шаровари носили широкі, з глибокими кишенями, в яких ховали потрібні речі.
5. Поверх штанів носили шкіряний пас до стегон, до якого був завішаний великий оздоблений воловий ріг для пороху, який закручувався. З двох сторін до пояса були завішані сумки: одна для куль, а інша для кресала. На довгому латунному ланцюжку, до пояса був завішаний ніж і з іншої сторони в пояс була запхана латунна ложка і пістолет на тесьмі через плече.
6. Коли козак сидів на коні, то мав на тесьмі завішану за плечима яничарку та нагайку за пасом або в руках.
7. Завішана зліва бурка доповнювала повний стрій козака.

Звичайним одягом на кожний день був короткий суконий жупан та гунька з каптуром.
Голова підголена, пишний оселедець, закручений за праве вухо.

#### Одяг придворних козаків
Одяг придворних козаків (тих, що були при шляхті) був ще більше вишуканим:
1. Жупани були з тонкого привозного сукна.
2. Замість шкіряного паса носили литі коштовні паси.
3. Шаровари носили дорогі з лампасами по боках.
4. Кунтуш з вильотами, по швах оздоблений золотом або сріблом.
5. Шапки носили дорогі з сивового каракулю зі звішеною виложкою, обшитою золотим або срібним крученим шнурком і з срібним чи золотим кутасом.

### Ян Чарновський
Ян Непомуцен Чарновський (Jan Nepomucen Czarnowski) в 1854 так описує одяг козаків :

#### Одяг запорозьких козаків
Запорозькі козаки носили:
- 1. Каптан (шкіряна куртка).
- 2. Напівкунтуш з вильотами (кунтуш до колін).
- 3. Широкі з сукна шаровари яскравих кольорів.
- 4. шапку з виложкою, обшиту золотим крученим шнуром.
- 5. Святковим одягом був кунтуш «польського крою» (довгий) з шовковим поясом перетканим золотою або срібною ниткою.

Під час морських походів запорожці носили сорочку, просочену дьогтем і бурку.
Озброєння складалося з мушкета, аркебузи, бандолета чи іншої вогнепальної зброї; лук зі стрілами, спис, ніж, сокира. Сотники мали при собі келеп для пробивання обладунків. Через плече був перевішаний патронташ з порохом та кулями, на поясі висіли порохівниця та натруска.
Запоріжці голили всю голову, залишали на верху тільки чуб, який заплітали як косу і закладали за ліве вухо (оселедець), вуса носили дуже довгі.

#### Одяг українських козаків
Одяг українських козаків був на початку досить простим:
1. Досить низька каракулева шапка з суконним верхом.
2. Опанча чи кобеняк (рід плаща) сіро-бурого кольору з грубого сукна.
3. Каптан з червоним вовняним поясом, за який запихали малу люльку і ніж.
4. Полотняні або суконні шаровари.
5. Юхтові чоботи.

Влітку в мирний час українські козаки носили сорочку, полотняні штани та іноді легкий жупан. Святковий одяг був вишуканішим. Голови голили округло вище вусів, вуса різного типу, переважно довгі.
Кожний козак зобов'язаний був мати власне озброєння: коня, спис, мушкет або самопал, пістоль, шаблю, ніж.

#### ОдягГетьмана
З давніх часів до Богдана Хмельницького був:
- 1. Каптан, жупан, делія.
- 2. Зимою носили соболеві або лисячі шуби «польського крою»
- 3. Пояс.
- 4. Чоботи.
- 5. Шаровари (не надто широкі).
- 6. Шапка з суконним верхом, обшита хутром.
- 7. Шабля при боці.

#### Парадний одяг гетьманського полковника
- 1. Шуба лисяча або соболева з прорізаними рукавами покрита оксамитом і оздоблена золотими шнурами та кутасами.
- 2. Жупан яскравих кольорів, часто з вильотами, які защіпались на малі ґудзики з перлів, туркисів або інших коштовних каменів.
- 3. Зимові кунтуші були суконні, а літні атласові.
- 4. Шаровари були також яскравих кольорів.
- 5. Шапки обшиті соболем з оксамитовим верхом, на шапці була золота брош з коштовним камінням.
- 6. Пояс був дуже дорогий шовковий або шкіряний покритий золотими або срібними пластинками.
- 7. Чоботи носили тільки червоні з сап'янової шкіри кримського виробництва (сап'янці), зі срібними підковами, гаптовані шовком, золотом і сріблом.

Одяг, як правило, полковники завжди отримували в подарунок.

#### Одяг запорізького полковника
- 1. Кунтуш з тонкого сукна, як правило гранатового кольору
- 2. Жупан яскравих кольорів.
- 3. Шаровари суконні, бавовняні, інколи оксамитові
- 4. Зимою шуби з дорогих хутер
- 5. При їзді на конях мали ще й бурку з каптуром
- 6. Чоботи.
- 7. Дорогий пояс
- 5. Шабля з прикрашеним руків'ям.

#### Одяг полкового писаря
- 1. Кунтуш суконний
- 2. Бавовняний жупан
- 3. Дорогий шовковий пояс з золотим френзлем
- 4. Лисяча шуба
- 5. Шаровари яскравого кольору

#### Одяг сотника
- 1. Суконий кафтан
- 2. Шаровари влітку бавовняні, взимку суконні
- 3. Пояс шовковий
- 4. Шапка каракулева з оксамитовим верхом.
- 5. Шабля

Малюнки козацького одягу О. Рігельмана, 1786 рік
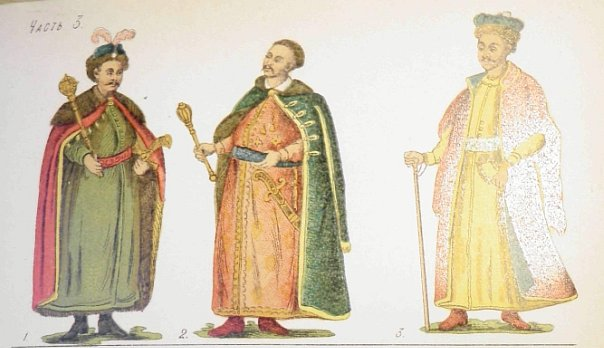
Гетьман, полковник
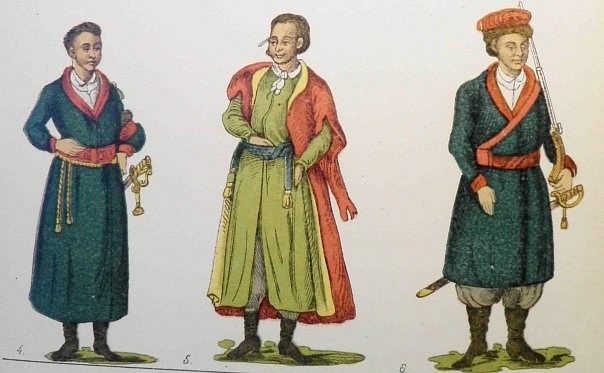
Сотник, писар, козак
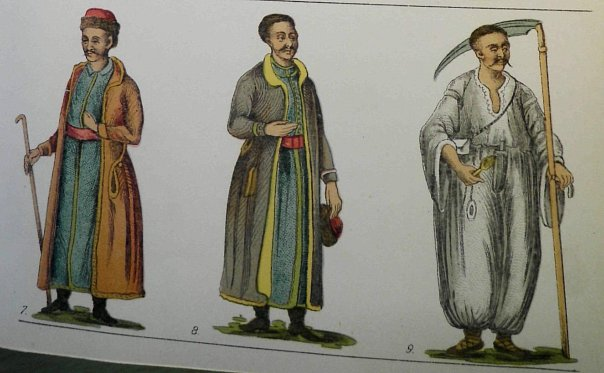
Козак-підпомічник

## Основні елементи одягу
Як уважають дослідники, у XVIII столітті козацький одяг складався з двох головних частин: жупана і черкески.
Жупан сягав тільки до коліна, щоб не заважати швидко вскочити на коня, досить облягаючий. Застібали його на гаплик або ґудзик при комірі і підперезували поясом.
Традиційним кольором запорізьких жупанів був червоний. Шили жупани або зі звичайного сукна, або з кармазину, особливого сукна малинового або темно-червоного кольору.
Черкеска — одяг досить облягаючий, із фалдами позаду, із вирізаним коміром, підперезаний поясом.
Представники військової старшини носили кунтуш, довгополий, із розрізаними рукавами, без пояса. Відомо, що простим козакам заборонялося носити кунтуші.
1763 року гетьман Кирило Розумовський підписав спеціальну інструкцію щодо козацького одягу. Згідно з тією інструкцією жупан мав бути суконним, темно-синім. З червоними вилогами, підперезаний червоним поясом. Під ним — білий півжупанок і білі штани. Шапка з чорною смушевою околицею й низьким дном. Плащ мав бути синім.
Але все ж таки традиційним одягом запоріжця завжди вважалися саме кармазинний жупан, широкі шаровари, чоботи та шапка з суконним дном.
Загалом запорізький одяг мав ту перевагу, що не сковував рухів людини й був пристосованим до гарячого клімату країни.

## Галерея

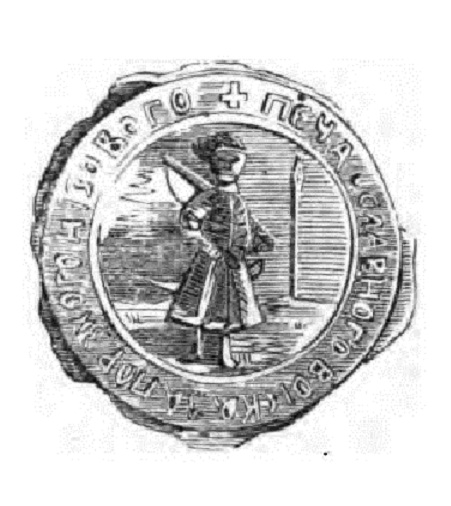
Герб Війська Запорозького 1576
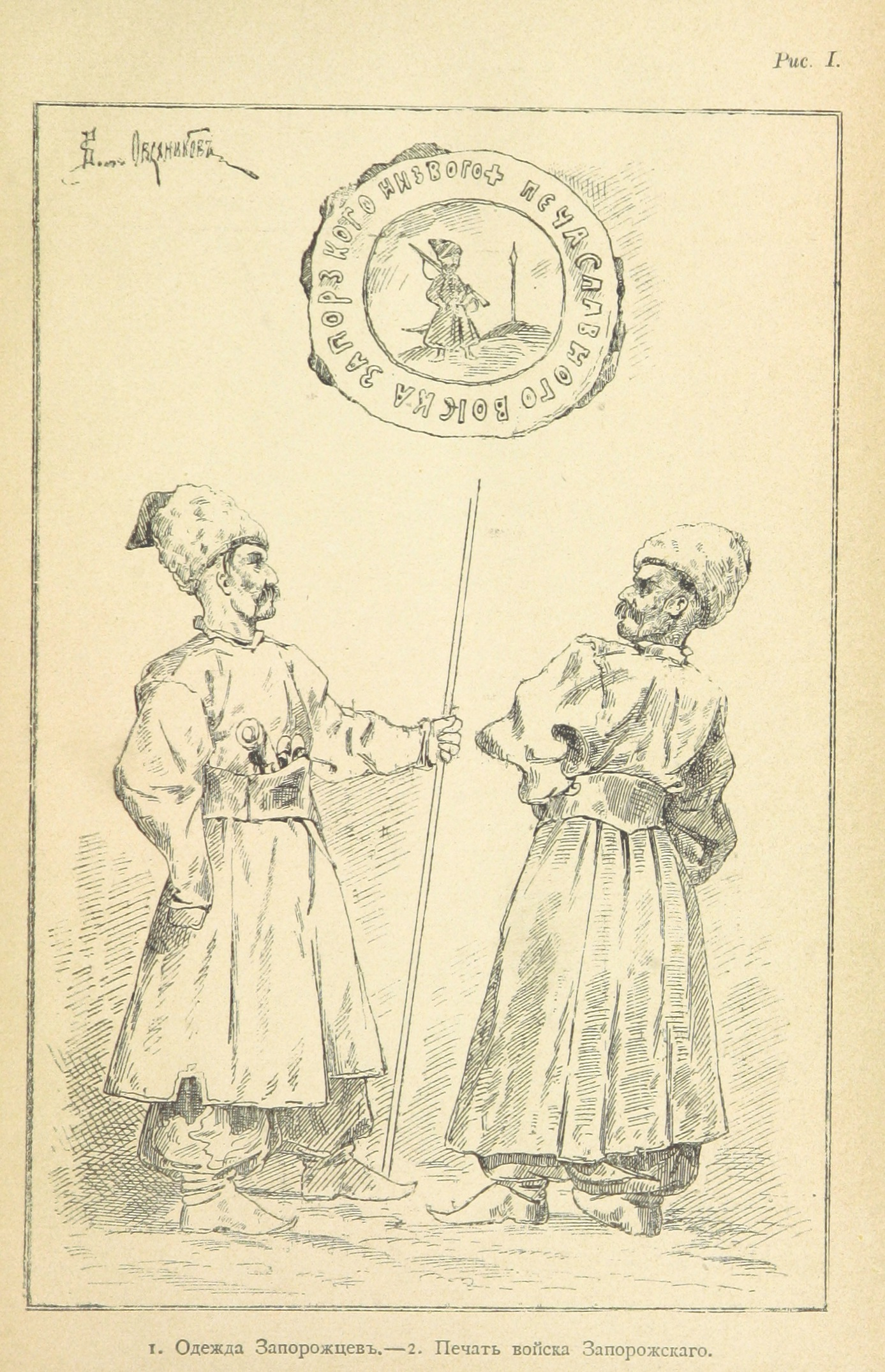
Запорожці. Стрій та герб
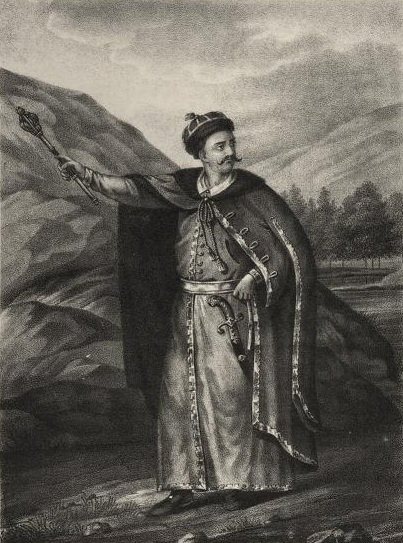
Козацький полковник
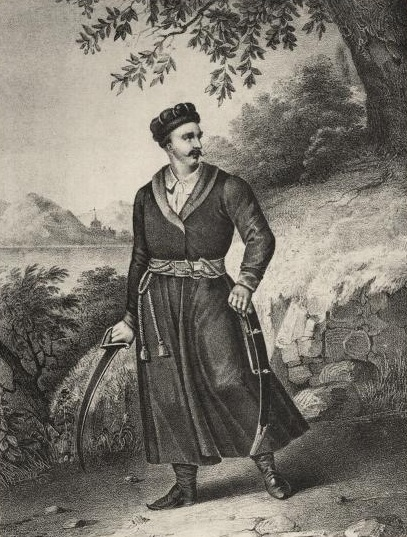
Сотник
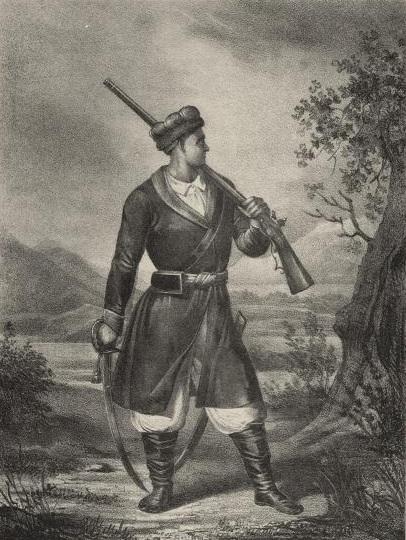
Український козак
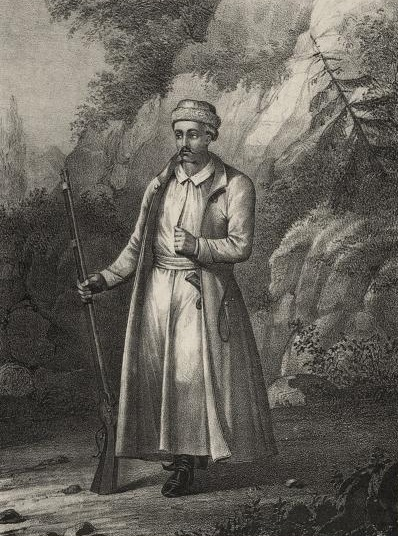
Козак підпомічник
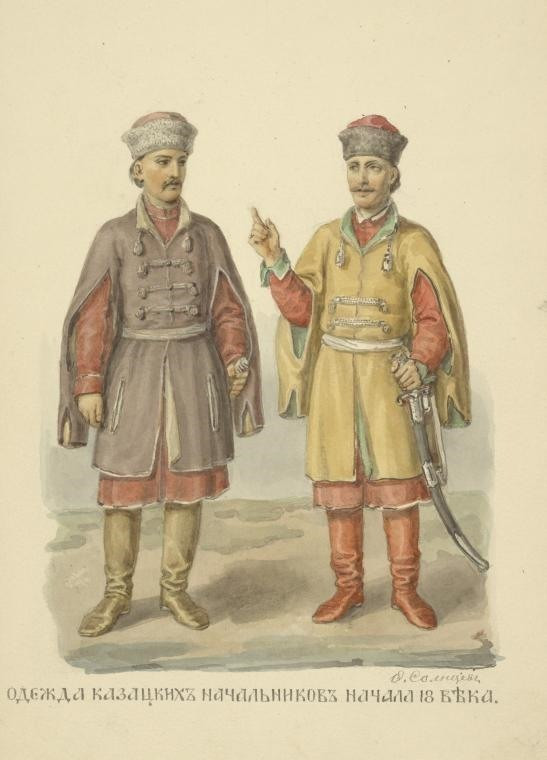
Одяг козацької старшини поч. 18 ст.
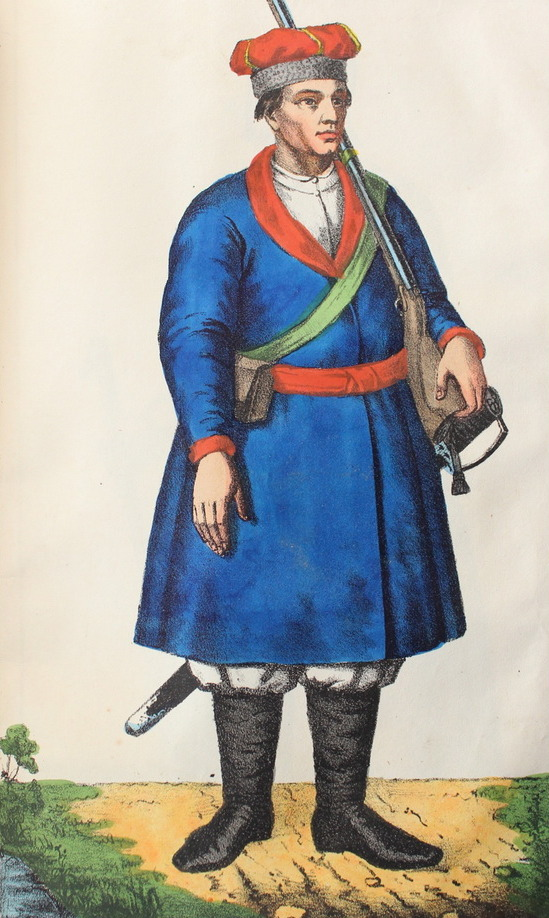
Український козак
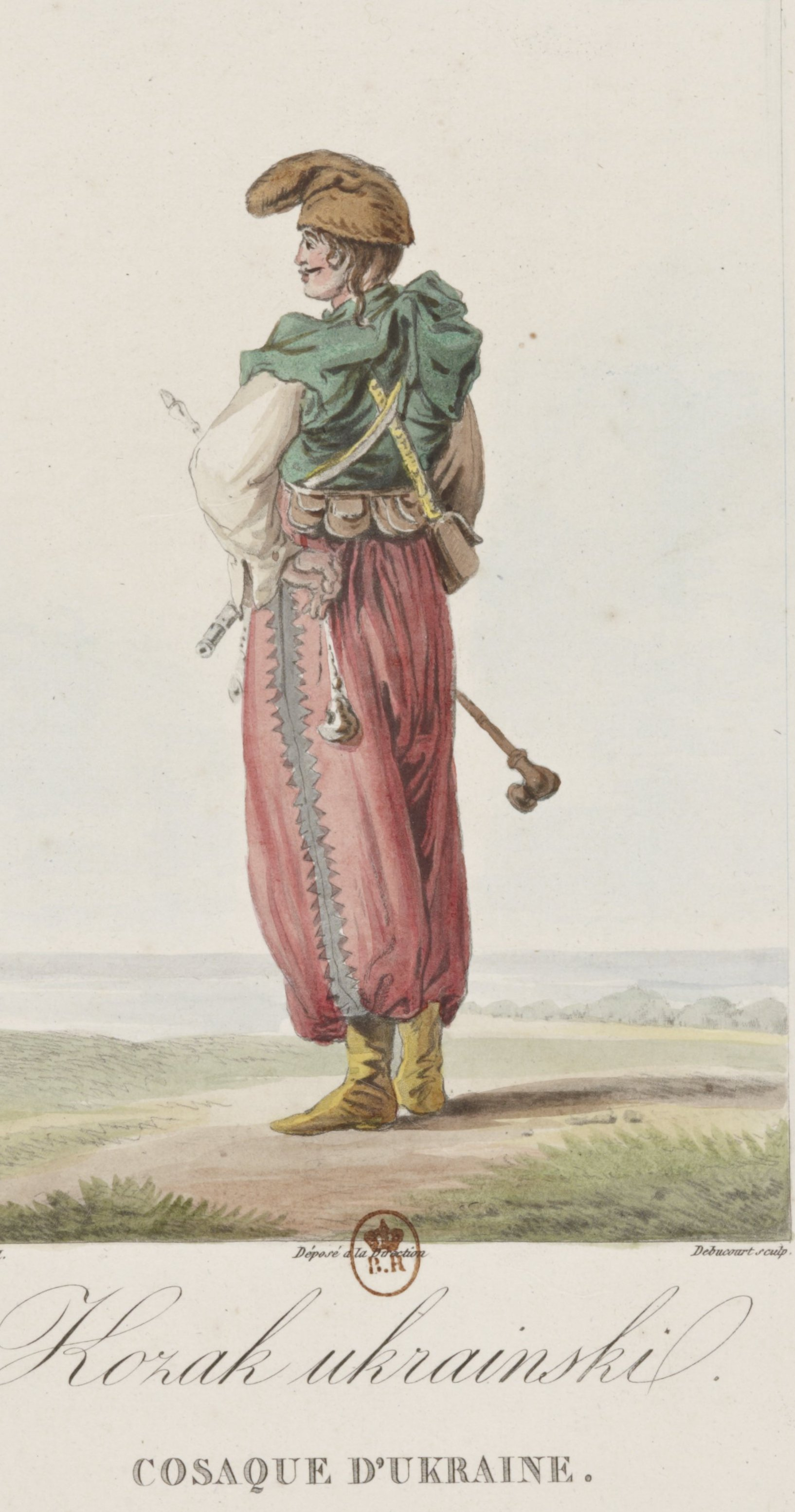
Козак український 1817
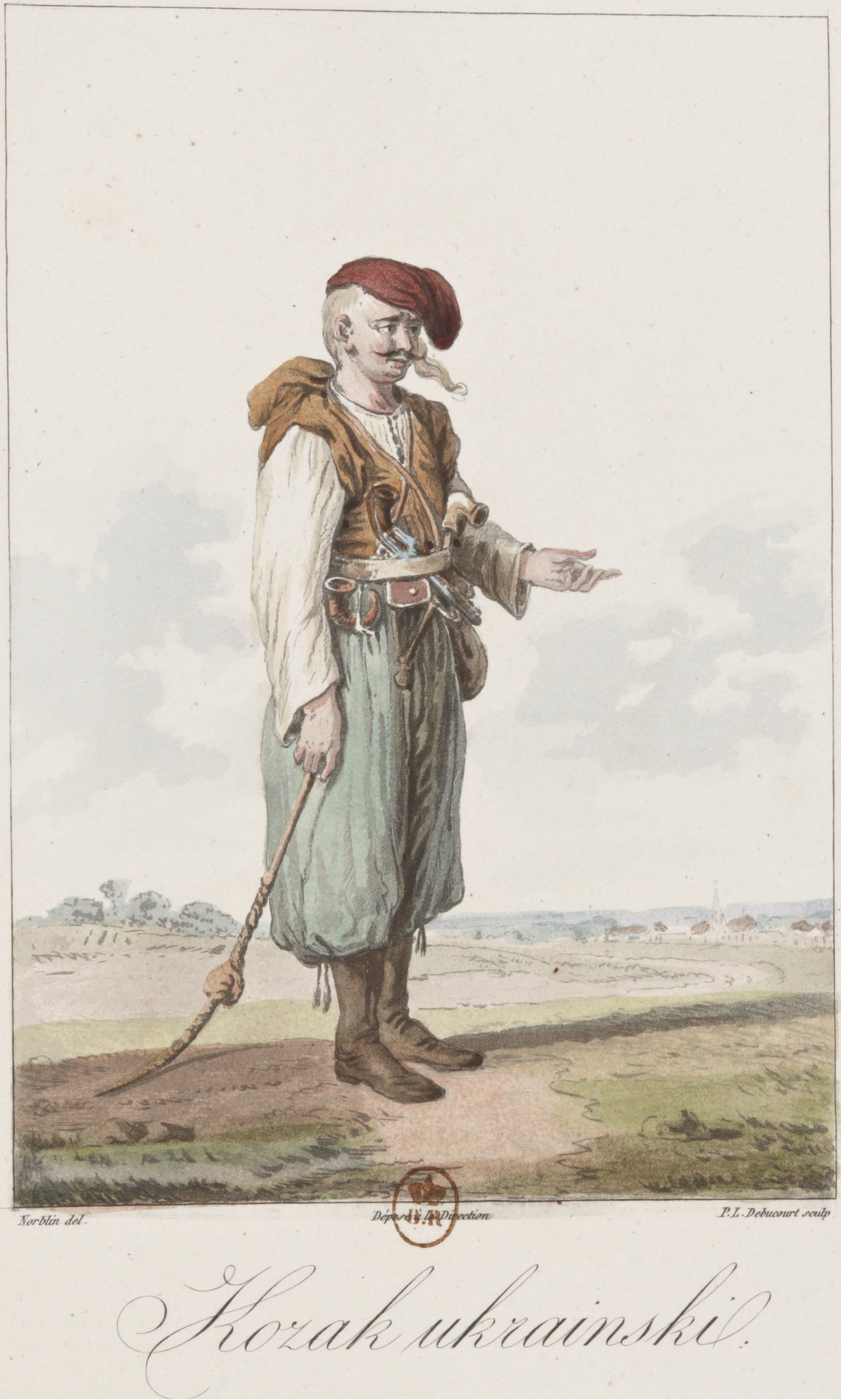
Козак український 1817
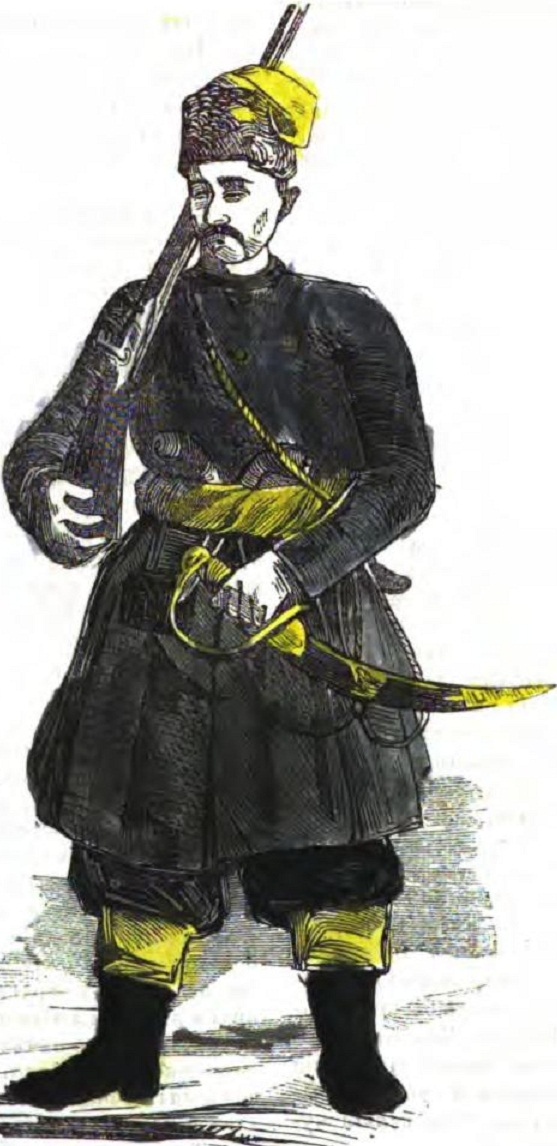
Запорожець
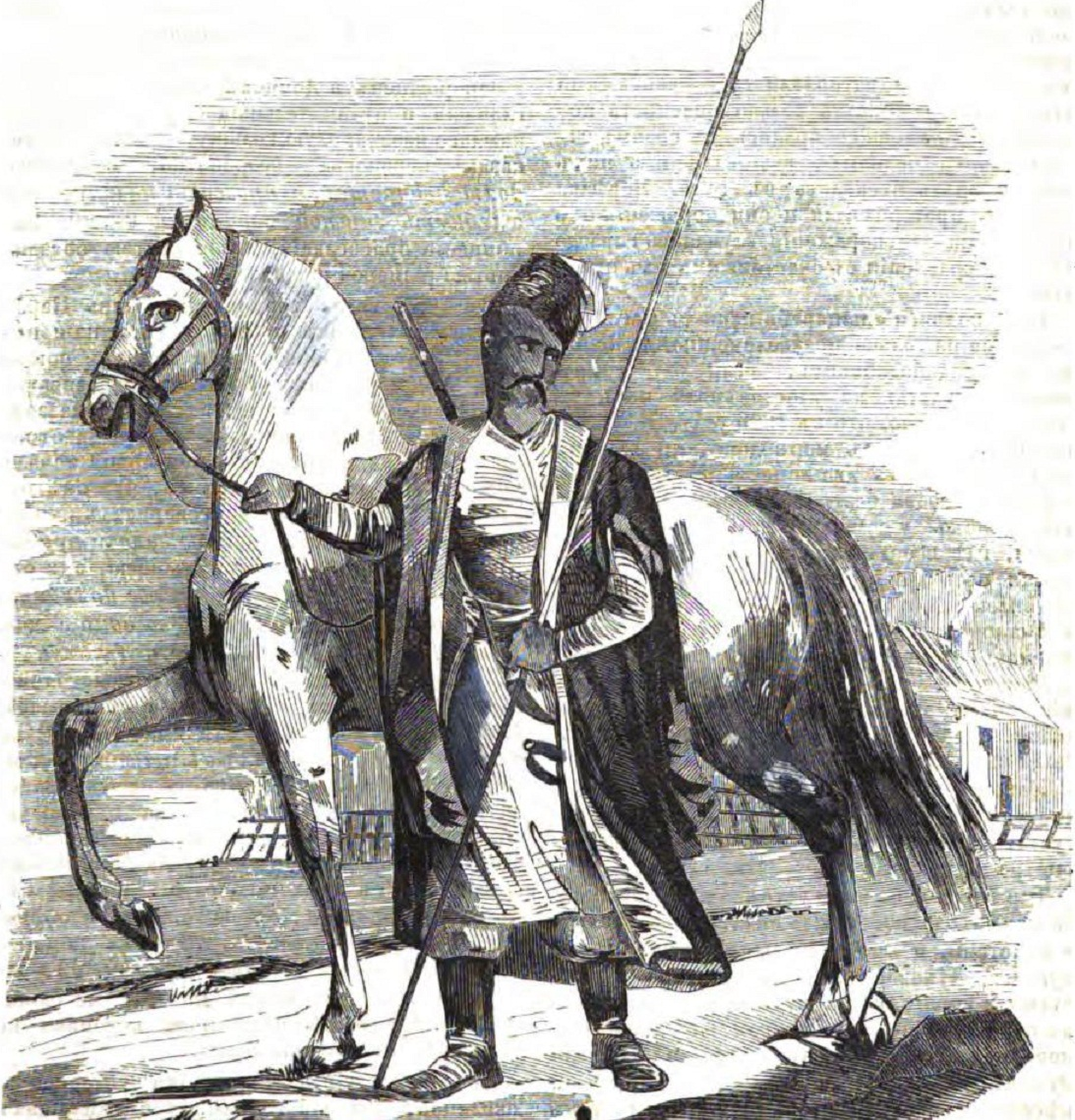
Запорожець
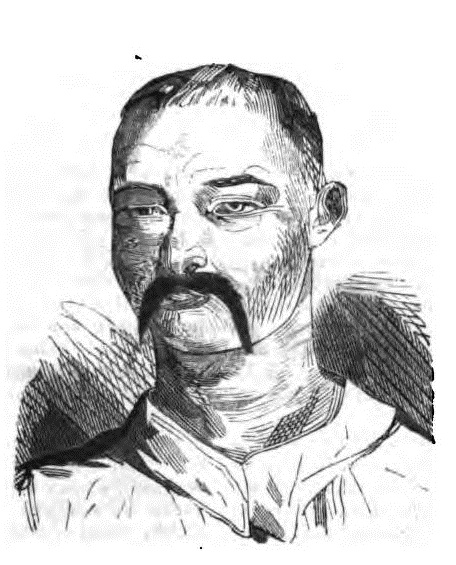
Український козак
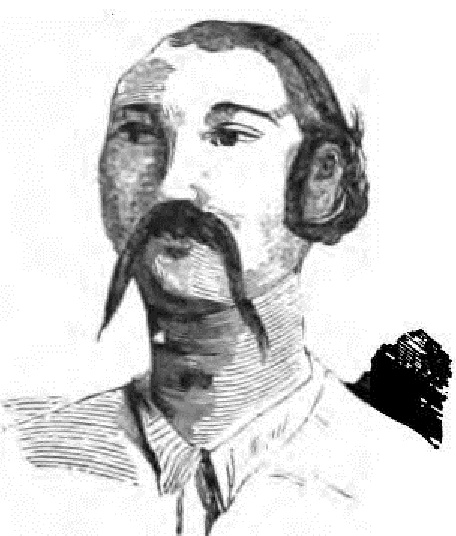
Запорожець з оселедцем
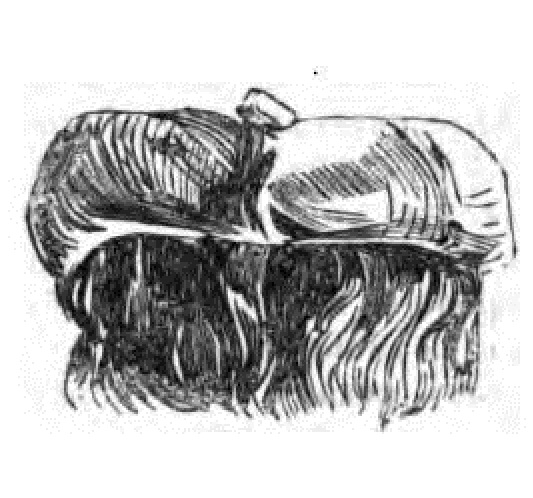
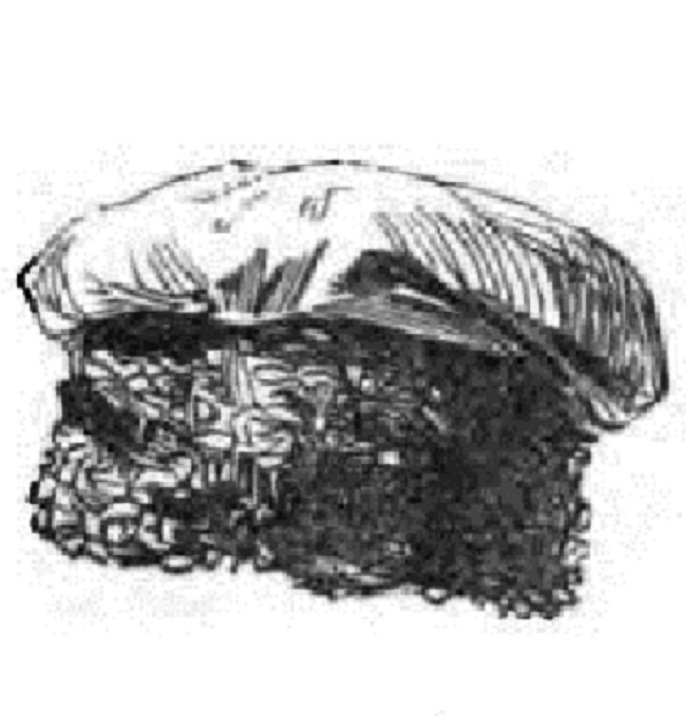
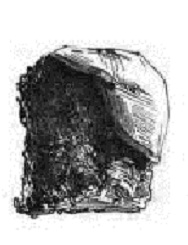